# John O'Hanlon
John O'Hanlon (23 d'abril de 1876 – 20 de febrer de 1960) fou un jugador d'escacs irlandès, el millor jugador de l'Ulster entre el 1902, data d'inici de la seva activitat escaquística, i 1929, quan anà a viure a Dublín.

## Resultats destacats en competició
O'Hanlon va guanyar nou cops el Campionat d'escacs d'Irlanda, entre el 1913 i el 1940. També va participar en Campionats britànics (entre altres actuacions, empatà als llocs 8è-9è a Oxford 1910 i als llocs 7è-9è a Stratford-upon-Avon 1925; ambdós campionats foren guanyats per Henry Ernest Atkins).
Pel que fa a altres torneigs, fou 1r amb Max Euwe (futur Campió del món) a Broadstairs 1921, fou 8è al Congrés Internacional d'escacs de Hastings 1921/22 (campió: Boris Kostić), empatà als llocs 1r-3r amb Marcel Duchamp i Vitaly Halberstadt a Hyères 1928, i fou 12è a Niça 1930 (campió: Savielly Tartakower).

## Participació en Olimpíades d'escacs
O'Hanlon va representar Irlanda en tres Olimpíades d'escacs, una de no oficial (París 1924), i dues d'oficials (Varsòvia 1935, i Buenos Aires 1939).
| Any  | Olimpíada              | Ciutat       | Tauler | Guanyades | Taules | Perdudes |
| ---- | ---------------------- | ------------ | ------ | --------- | ------ | -------- |
| 1924 | I Olimpíada no oficial | París        | 1r     | 5         | 1      | 7        |
| 1935 | VI Olimpíada           | Varsòvia     | 3r     | 0         | 3      | 16       |
| 1939 | VIII Olimpíada         | Buenos Aires | 1er    | 1         | 0      | 4        |